# De amore (Plutarco)
De amore (Περὶ ἔρωτος) è un trattato morale, perduto, di Plutarco, di cui, però, restano sostanziosi frammenti.

## Struttura
L'Antologia di Stobeo presenta cinque frammenti, alcuni dei quali di notevole lunghezza, anche se soltanto tre con la precisa indicazione del titolo e dell’autore. Gli altri due fanno piuttosto riferimento al contenuto dei passi, dove si dice che l’amore non è frutto di una scelta libera e razionale; inoltre, l'autore descrive la passione amorosa per lo più sotto il suo aspetto travolgente e distruttivo, fonte, per chi ne è vittima, di dolorose contraddizioni e di profonda inquietudine:
L’opera non è presente nel Catalogo di Lampria, ma lo stile fa pensare a Plutarco nell’uso dei sinonimi e delle antitesi, di paragoni e di metafore, di citazioni e di aneddoti.